# Neuer Jüdischer Friedhof (Schlüchtern)
Der Neue Jüdische Friedhof Schlüchtern  ist ein Friedhof in der Stadt Schlüchtern im Main-Kinzig-Kreis in Hessen.

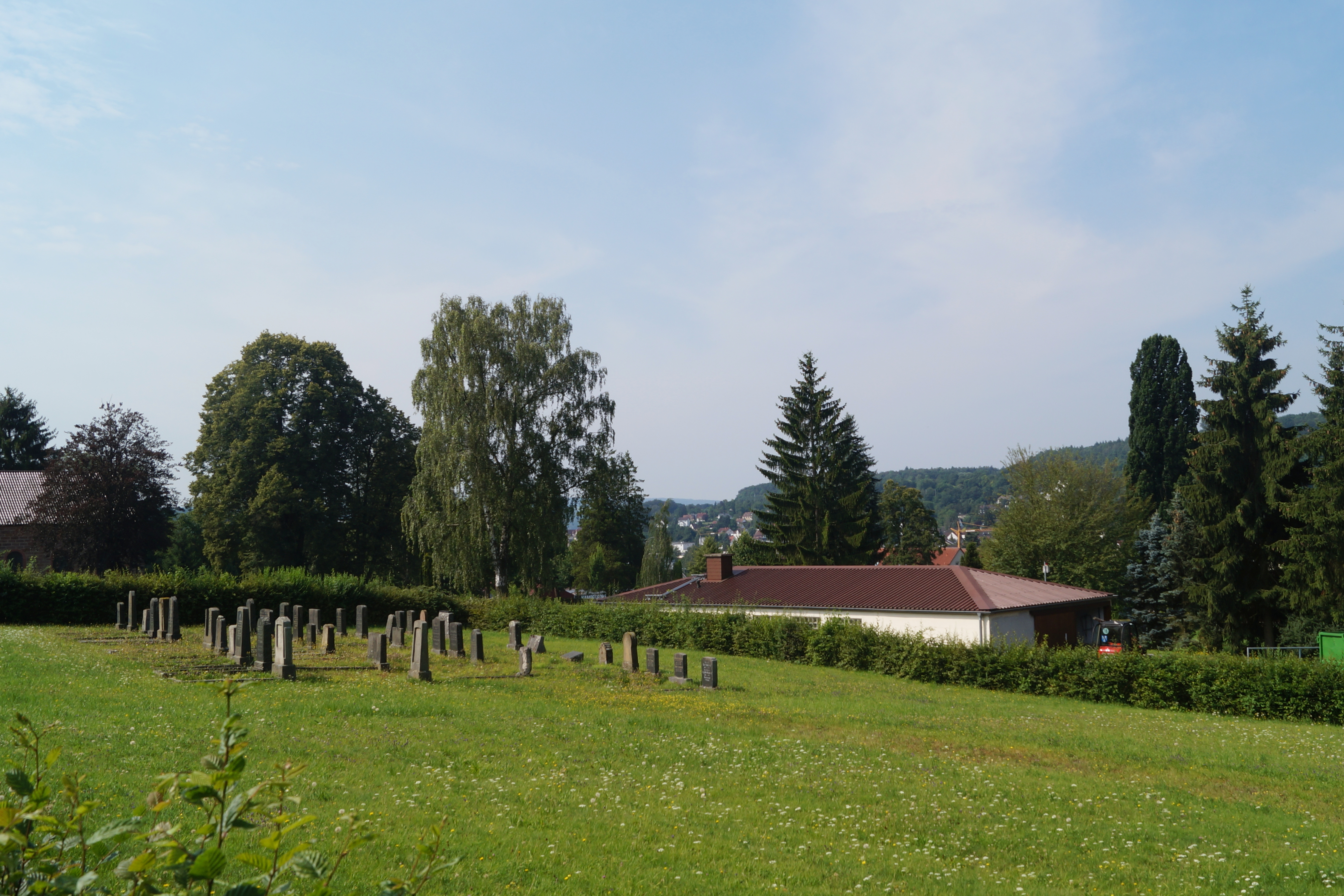
Ansicht von Nordosten 2016

Der 1730 m² große jüdische Friedhof befindet sich an der Fuldaer Straße unmittelbar im Bereich des neuen städtischen Friedhofes. Über die Anzahl der Grabsteine liegen keine Angaben vor.

## Geschichte
Während der alte Friedhof bereits im 12./13. Jahrhundert Begräbnisstätte der jüdischen Gemeinde war, wurde der neue Friedhof erst seit 1926 belegt.